# Äkta dagfjärilar
Äkta dagfjärilar (Papilionoidea) är en överfamilj inom underordningen dagfjärilar (Rhopalocera). Den består av alla dagfjärilar utom tjockhuvudfjärilar.

## Kännetecken
De äkta dagfjärilarna skiljer sig från tjockhuvudfjärilarna bland annat genom att de vilar med vingarna slutna över ryggen. De har klubbformade antenner vilket också tjockhuvudfjärilarna har men på de äkta dagfjärilarna är de raka till skillnad från tjockhuvudfjärilarnas nedåtböjda spets.

## Levnadssätt
Som namnet antyder så är dessa fjärilar aktiva på dagen. De vuxna fjärilarna lever på blommornas nektar. Larverna lever på växter. En art har ofta en eller några specifika värdväxter.

## Utbredning
Cirka 25 600 arter äkta dagfjärilar är kända från hela världen.

## Systematik
Äkta dagfjärilar har fem familjer. Alla utom palpfjärilarna finns representerade i Sverige.
- Riddarfjärilar (Papilionidae)
- Vitfjärilar (Pieridae)
- Juvelvingar (Lycaenidae)
- Praktfjärilar (Nymphalidae)
- Palpfjärilar (Libytheidae)

Till dessa fem familjer finns ett tjugotal underfamiljer.